# Maytenus gracilipes
Maytenus gracilipes là một loài thực vật có hoa trong họ Dây gối. Loài này được (Welw. ex Oliv.) Exell mô tả khoa học đầu tiên năm 1952.